# Последње краљевство (ТВ серија)
Последње краљевство (енгл. The Last Kingdom) је британска телевизијска серија заснована на серији романа Бернард Корнвел под називом Саксонске Приче. Серију је за телевизију развио Стивен Бачард, а премијерно је приказана 10. октобра 2015. на BBC two. За другу сезону, серију је продуцирала Netflix. 2018. године, Netflix је преузео серију и наставио да је самостално продуцира још три сезоне. Серија се завршила 9. марта 2022. након пет сезона и укупно 46 епизода. Дугометражни наставак који закључује причу серије, под називом Седам краљева мора умрети, премијерно је приказан 14. априла 2023. на Netflixu.

## Основа

### Прва сезона
Режирана од стране BBC-a, прва сезона прилагођава прва два романа серијала Бернардa Корнвелa под називом Саксонске Приче, Последње краљевство и Бледи коњаник. Серија обухвата период од 866. до 878. године, када долазак Велике паганске војске] у Енглеску предвођене Гутрума и Уба Рагнарсона мења однос између Викинга и англосаксонаца. Након успостављања Данске владавине, Утред, Саксонац који је одгајан од стране Данаца, пружа помоћ краљевини Весекс и њеном владару Алфреду Великом, с надом да ће на крају повратити свој дом Бебенбург, дол упади Викинга покушавају освојити целу Енглеску. 
Прва сезона од осам епизода премијерно је приказана на BBC Тwо 10. октобра 2015. године и завршила се 28. новембра 2015. године.

### Друга сезона
Режирана од стране BBC-a и Netflix-a, друга сезона прилагођава трећи и четврти роман Бернардa Корнвелa под називима Господари севера и Песма мача. Серија обухвата период од 879. до 886. године и бави се Утредовим походом у Нортамбрију да порази свог старог непријатеља Кјартана Окрутног док се краљевства Весекс и Мерција боре против инвазије Нордијске браће Сигефрида и Ерика.
Друга сезона од осам епизода премијерно је приказана на BBC two 15. марта 2017. године и завршила се 4. маја 2017. године.

### Трећа сезона
Искључиво режирана од стране Netflix-a, трећа сезона прилагођава пети и шести роман Бернарда Корнвела под називима Земља у пламену и Смрт Краљева, али постоје значајне промене у радњи у односу на претходне две сезоне. Серија обухвата период од 892. до 902. године и бави се крајем владавине краља Алфреда, док конфликт између Саксонаца и Данаца расте након доласка Друге Велике данске војске, коју предводе коалиција викиншких вођа укључујући Рагнара Млађег, Кнута, Сигурда Крваве Косе и Хаестена.
Десетодељна трећа сезона премијерно је приказана у целости на Netflix 19. новембра 2018. године.

### Четврта сезона
Четврта сезона прилагођава седми и осми роман Корнвела под називима Пагански Господар и Празан Престо. Слично као и у трећој сезони, постоје значајне промене у радњи у односу на романе. Серија обухвата период од 909. до 911. године и бави се раним годинама владавине Краља Едварда Старијег над Саксонцима, континуираним политичким борбама у Мерцији и наставком инвазије Друге Велике данске војске на Весекс, која кулминира опсадом Винчестера.
Десетодељна четврта сезона премијерно је приказана у целости на Netflixu 26. априла 2020. године.

### Пета сезона
Пета сезона прилагођава девети и десети роман Корнвелa под називима Ратници Олује и Носилац Пламена, и укључује елементе једанаестог романа Рат Вукова. Слично као и у трећој и четвртој сезони, постоје значајне промене у радњи у односу на романе. Серија обухвата период од 917. до 920. године и бави се оспораваним линијама наслеђивања Весексу и Мерцији, сукобом са преосталим викингима у Нортамбрија које предводи зет Утреда, Сигтригера, и Утредовим повратком у Бебенбургу још једном како би коначно остварио своју судбину.
Десетодељна пета и последња сезона премијерно је приказана у целости на Netflixy 9. марта 2022. године.

### Седам краљева мора умрети
"Седам краљева мора умрети" прилагођава тринаести и последњи роман серијала Саксонске Приче Бернарда Корнвела, Ратни Господар, и укључује елементе дванаестог романа Мач Краљева. Филм обухвата годину 924. и бави се последицама након смрти краља Едварда, док његов оспоравани наследник Етелстан преузима Енглески престо и започиње рат са савезом краљева који ће одредити будућност Енглеске. Филм је премијерно приказан на  14. априла 2023. године.

## Глумци и Ликови

### Главни ликови

#### Представљени у првој сезона
- Александер Дрејмон као Утред из Бебанбурга, саксонски ратник који је одгајан од стране Данаца и жели да поврати своје наследно право на Бебанбург
- Том Тејлор тумачи младог Утреда (гостујућа улога у првој сезони).

- Тобиас Сантелман као Рагнар Млађи (сезона 1-3), син данског војсковође и Утредов усвојени брат.
- Емили Кокс као Брида (сезона 1-5, гостујућа улога у Седам краљева мора умрети), слободоумна Саксонка која је као и Утред усвојена од стране Данаца у младости.
  - Џоселен Мекнаб тумачи младу Бриду (гостујућа улога у првој сезони).
- Томас Габрилсон као Гутрум (сезона 1), један од вођа велике паганске војске, велике скупине викиншких ратника који су напали Енглеску.
- Џозев Милсон као Елфрик из Бамбурга (сезона 1-2, 4), Утредов ујак, који му отима наслов Господара Бебенбург.
- Рун Ремти као Уба Рагнарсон (сезона 1), један од познатих синова Рагнара Лодброка и вођа Велике паганске војске.
- Метју Макфадјен као елдорман Утред (сезона 1), Утредов отац и господар Бебанбурга.
- Дејвид Давсон као Краљ Алфред (сезона 1-3), краљ Весекса који се нада уједињењу Енглеске против инвазије Данаца.
- Адриан Бовер као Леофрик (сезона 1, гостујућа улога у сезони 3), вешт саксонски војник који служи Алфреду и блиско сарађује с Утредом.
- Симон Кун као Ода Старији (сезона 1-2), Елдорман Девона и најближи саветник Алфреда.
- Хари МекЕнтајр као принц Етелволд (сезона 1-3), Алфредов нећак који смишља планове како би украо круну Весекса за себе.
- Брајан Вернел као Ода Млађи (сезона 1), неодговорни син Ода Старијег.
- Иан Харт као отац Беока (сезона 1-4), бивши свештеник Бебенбурга који служи Алфреду у Вичестеру.
- Ејми Рен као Милдрит (сезона 1), саксонска племкиња и Утредова прва супруга.
- Чарли Мурфи као Краљица Исолт (сезона 1), "мрачна краљица" Брита из Корнвола.

#### Предсрављени у другој сезони
- Туре Линтарт као краљ Гутред (сезона 2), бивши роб и лажни краљ Нортамбрије.
- Дејвид Скотфилд као Опат Едраед (сезона  2), Гутредов најближи саветник.
- Ива Биртисле као Хилд (сезона 2-5; гостујућа улога у сезони 1), сналажљива редовница која постаје један од савезника Утреда.
- Џерард Кернс као Халиг (сезона 2; гостујућа улога у сезони 1), саксонски гласник који постаје један од савезника Утреда.
- Елиза Батерворт као Лади Аелсвитх (сезона 2-5; повремена улога у сезони 1), Алфредова супруга и краљица Весекса.
- Питер МекДоналд као брат Трев (сезона 2), свештеник који служи под Гутредом.
- Марк Ровлеи као Финан (сезона 2-5; Седам Краљева Мора Умрети), одлучан Ирски ратник који је веран Утреду и његов заменик.
- Александар Вилаум као Кјартан Окрутни (сезона 2; гостујућа улога у сезони 1), Дански ратник одговоран за масакр породице у којој је Утред одрастао.
- Оле Кристофер Ертваг као Свен Једнооки (сезона 2; гостујућа улога у сезони 1), Кјартанов садистички син.
- Андрев Лукакс тумачи младог Свена (гостујућа улога у сезони 1).
- Јулиа Баич-Виг (сезона 2-3; гостујућа улога у сезони 1), као Тира, Рагнарова сестра и Утредова усвојена сестра коју је отела Кјартан и држао је у заробљеништву годинама.
- Маделеине Поwер тумачи младу Тиру (гостујућа улога у сезони 1).
- Бјорн Бенгтссон као Сигфрид (сезона 2), Норвешки  гроф који заједно са својим братом Ериком немилосрдно пљачка насеља Енглеске.
- Кевин Клеркин као отац Пирлиг (сезона 2-5; Седам Краљевства Мора Умрети), Велшки свештеник и бивши ратник који је присегнут служити владару Весекса.
- Арнас Федаравичиус као Сихтрик (сезона 2-5; Седам Краљевства мора умрети), Кјартанов ванбрачни син који постаје један од најпоузданијих савезника Утреда.
- Кристиан Хилборг као Ерик (сезона 2), Норвешки гроф који је Сигефридов благи и дипломатскији брат.
- Џек Бек Лаурсен као Хаестен (сезона 2-5; гостујућа улога у Седам краљевства мора умрети), дански поглавица који служи Сигефриду.
- Тоби Регбо као Лорд Етелред (серије 2–4), господар Мерсије који се нада да ће једног дана владати Енглеском.
- Мили Брејди као Леди Етелфлед (серије 2–5), Алфредова и Елсвитова ћерка, Етелредова жена и дама од Мерције.
  - Зофиа Фаркас глуми младу Етелфлед (серија за госте 1)
- Џејмс Норткот као Алдхелм (серије 2–5; Седам краљева мора да умре), Етелредов и Етелфледин најближи савезник и главни Хускарл.
- Јуан Мичел као Осферт (серије 2–5), Алфредов син копиле који постаје један од Утредових савезника од највећег поверења.

#### Представљени у трећој сезони
- Тимоти Инес као Краљ Едвард (сезона 3-5), син Алфреда и Елсвит који наслеђује очеву титулу краља англо-саксонаца.
- Теа Софи Лох Нес као Скејд (сезона 3), Скејд и наводна вештица лојална Бладхејру.
- Ола Рапаце као Сигурд Бладхејр (сезона 3), немилосрдни вођа Друге Велике Данске Војске који верује да му је судбина свргавање краља Алфреда.
- Магнус Брун као Кнут (сезона 3-4), моћан дански војвода, рођак Рагнара и вођа Другог Великог Данског Војске који планира освојити Весекс.
- Сајмон Стенсвел као Дагфин (сезона 3; гостујућа улога у сезони 2), дански поглавица и Хаестенова десна рука.
- Адриан Силер као Елдорман Етехелм (сезона 3-5), најбогатији човек у Весексу који сплеткари како би своје будуће унуке поставио на енглески престо.
- Адриан Бушен као Степа (сезона 3-4; повремена улога у сезони 2), Алфредов главни ратник.
- Кевин Елдон као Бискуп Еркенвалд(сезона 3), бискуп Лундена.

#### Предстаљени у четвртој сезони
- Џејми Блекли као Ердвулф (сезона 4), нижи племић из Мерције и заповедник Етелредових кућних војника.
- Стефани Мартини као Едит (сезона 4-5), Етелредова љубавница и млађа сестра Ердвулфа.
- Фин Елиот као Утред Утредсон (сезона 4-5), одани син Утреда и Гиселе који се не слаже са очевим поступцима и паганским веровањима.
- Руби Хартли као Стиора (сезона 4-5), ћерка Утреда и Гиселе која личи на свог оца и више се дружи са Данцима.
- Амелија Кларксон као Лејди Аелфлед (сезона 4-5; повремена улога у сезони 3), Едвардова супруга, Етелхемова ћерка и краљица Весекса.
- Ричард Дилејн као Елдорман Лудека (сезона 4), један од еалдормана из Мерције и члан Витана који одлучује о будућем владару Мерције.
- Доријан Лау као Елдорман Бургред (сезона 4-5), елдорман из Мерсије који жели да његов син постане господар Мерсије.
- Стефан Родри као Краљ Хајвел Дда (сезона 4; Седам краљевства мора умрети), Велшки краљ Дехеубарт који презире Саксонце.
- Најџел Линдсеј као Принц Родри (сезона 4), Хивелов млађи брат и заменик.
- Ејштеин Сигурдарсон као Сигтригр (сезона 4-5), унук Ивара Бескосног и лукави вођа нордијско-келтских ратника приморан да напусти Ирску.

#### Предстаљени у петој сезони
- Хари Гилби као Етелстан (сезона 5; Седам краљевства мора умрети), незаконити старији син краља Ердварда и оспоравани наследник енглеског престола који је под заштитом Утреда док се тренира да постане ратник. Каспер Грифит тумачи младог Етелстана (повремена улога у сезони 4).
- Патрик Робинсон као отац Бенедикт (сезона 5), путујући свештеник из Рима са великим дуговима због коцкања.
- Фија Сабан као Лејди Алфвин (сезона 5), кћерка Етелреда и Етелфлејд и наследница Мерције. Анамарија Бито (гостујућа улога у сезони 3) и Хелена Олбрајт (повремена улога у сезони 4) тумаче младу Алфин.
- Мики Столт као Ронгвалдр (сезона 5), лукави брат Ситригер који се веровао да је умро на мору.
- Хари Антон као Бресал (сезона 5), вешт плаћеник и шпијун који је заклет Етелхелму.
- Сонија Касиди (сезона 5) и Елејн Касиди (Седам Краљевства Мора Умрети) као Лејди Идгифу, племкиња из Краљевина Кента која привлачи Едвардову пажњу.
- Рајан Квармби као Кинлаф (сезона 5), млади саски ратник и близак пријатељ Етелстана и Алфвин.
- Јако Охтонен као Воланд (сезона 5), други заповедник Сигтригров и Стиорин.
- Род Халет као Краљ Константин (сезона 5; Седам Краљевства Мора Умрети), краљ Албе који пљачка земље Нортумбрије на својој граници.
- Јуан Хорокс као Принц Алфвеард (сезона 5; Седам Краљевства Мора Умрети), син Едварда и Алфлед и оспоравани наследник енглеског престола.
- Марсел Жолт Халми тумачи младог Алфвеарда (повремена улога у сезони 4).
- Осијан Пере као Вихтгар (сезона 5; гостујућа улога у сезони 4), Алфрицов син и Утредов рођак који се враћа у Енглеску након дугог изгнанства и тражи Бебенбург за себе.
- Бамшад Абеди-Амин као Јахија (сезона 5), Вихтгаров заменик којег је упознао путујући по познатом свету.
- Рос Андерсон као Принц Домнал (сезона 5; Седам Краљевства Мора Умрети), нећак Констаннтина и наследник престола Албе..

#### Предстаљени у Седам Краљевства Мора Умрети
- Лаурие Давидсон као Ингилмундр (Седам Краљева Морају Умрети), Аетхелстанов најближи саветник и Данац који се преобратио у хришћанство.
- Илона Цхевакова као Ингрит (Седам Краљева Морају Умрети; повремено у серији 5), Финанова супруга која тврди да има пророчке визије.
- Јакоб Дудман као Осберт (Седам Краљева Морају Умрети), Утредово најмлађе дете и наследник Беббанбурга који се поновно ујединио са својим оцем након што је провео много година скривен. Оллy Рходес глуми младог Осберта (гостујући у серији 5).

## Епизоде
| Серија | Епизоде | Време изласка                      | мрежа |
| ------ | ------- | ---------------------------------- | ----- |
| 1      | 8       | 10. октобар 2016/28. новембар 2015 |       |
| 2      | 8       | 16. март 2017/4. мај 2017          |       |
| 3      | 10      | 19. новембар 2018                  |       |
| 4      | 10      | 26. април 2020                     |       |
| 5      | 10      | 9. март 2022                       |       |

## Продукција

### Развој
Серија је почела са снимањем у новембру 2014. године. Продукцију су реализовали Карнивал Филмс за BBC two и BBC America. Ник Марфи (Prey, Occupation) је био продуцент и режирао је више епизода. За приказ Викинга на мору коришћена је реплика викиншког брода Хавхингстен фра Глендалоуг. Серија је снимана углавном у Мађарској, са већином сцена на осам хектара недалеко од Будимпеште који је у власништву Korda Studios  са својим средњовековним селом и околним планинама, шумама и језерима.

Снимање друге сезоне почело је у Будимпешти у јуну 2016. године. Ричард Ранкин, Џерард Кеарнс, [Туре Линдхардт]], Милие Брадy, Ерик Мадсен, и Петер МцДоналд придружили су се глумачкој екипи. У августу 2016. године, Афтонбладет је известио да ће шведски глумци Бјорн Бенгтссон  и Магнус Самуелссон бити део главне екипе. Такође је извештено да ће Стивен Бачард се вратити као једини сценариста и да је Netlix потписао као међународни продукцијски партнер за другу сезону.
У априлу 2018. године, Netflix је потврдио да је у продукцији трећа сезона, заснована на књигама "Господари севера" и "Песма мача", која ће се ексклузивно приказивати на овој платформи за стримовање, а Бернарнд Корнвел је навео да му је понуђена епизодна улога. Шведски глумац Ола Рапаце се придружио екипи за трећу сезону, као Јарл Харалд Крвавокоса. Шведски режисер Ерик Лејонборг је био иза камере за трећу сезону; он је сарађивао са Рапацеом на неколико шведских ТВ серија.
Нетфликс је децембра 2018. године обновоио серију за четврту сезону. 7. јула 2020. године, серија је обновљена за пету сезону од стране Netflix-a. 30. априла 2021. године, објављено је да ће серија завршити са петом сезоном. Снимање пете сезоне је завршено у јуну 2021. године.
Последњу сезону је пратила дугометражни филм под називом "Седам краљевства мора умрети", који је завршио са снимањем 19. марта 2022. године. премијерно приказан на  14. априла 2023. године.

### Историјска Позадина
Главни догађаји владавине Алфреда Великог и његових наследника добро су забележени, а неколико мушкараца под именом Утред владало је из Бамбуршке тврђаве, посебно истакнут Утред Храбри преко једног века касније. Особе идентификоване као "Данци" долазиле су из различитих места у и око Данске, укључујући јужну Шведску и Норвешку. Исторчари верују да су дански освајачи Нортумбрије долазили из Јутланда у Данској, као што је поменуто у Корнвеловим књигама, као и са неких данским острва и источне Данске (јужна Шведска). 

## Излазак
Прва серија од осам епизода премијерно је приказана 10. октобра 2015. године у Сједињеним Америчким Државама на BBC America, а кратко након тога емитована је у Уједињеном Краљевству на BBC Тwо 22. октобра 2015. године. Постала је доступна путем мреже Netflix у Сједињеним Америчким Државама 6. јула 2016. године. Додата је на Netflix 28. децембра 2015. године у следећим земљама: Аустралија, Аустрија, Канада, Немачка, Јапан, Нови Зеланд, Португалија, Шпанија и Швајцарска.  Прва серија је емитована у шпанској регији Каталонија на ТВ3 24. јула 2017. године. 
Друга и трећа серија су објављене на Netflix-u у САД, Канади, Данској, Холандији, Швајцарској, Немачкој, Аустрији, Шпанији, Јапану, Аустралији и Португалији. 

Netflix је био једини дистрибутер треће серије од десет епизода, коју је продуцирала компанија Carnival films. 26. децембра 2018. године, Netflix је обновио емисију за четврту серију, која је објављена 26. априла 2020. године, поново продуцирана од стране Carnival Films. Обновљена је за пету и последњу сезону 7. јула 2020. године. 9. фебруара 2022. године, најављено је да ће пета сезона бити објављена 9. марта 2022. године.

## Прихватање
Серија је наишла на позитивне критике, с похвалама за извођење глумачке екипе, кинематографију, писање, режију и акционе секвенце. На сајту Rotten Tomatoes, прва серија има оцену од 87% на основу рецензија 31 критичара, с просечном оценом од 7.61/10. Критички консензус на сајту гласи: "Последње Краљевство комбинује прелепу кинематографију и величанствене акционе секвенце како би створио изузетно задовољавајућу историјску драму".  На сајту Метакритик, прва серија има оцену од 78/100 на основу 15 рецензија.  Друга серија је добила оцену од 86% на Rotten Tomatoes, на основу 7 рецензија, с просечном оценом од 6/10, док је трећа серија добила оцену од 100% на основу 7 рецензија, с просечном оценом од 9/10. 
Сам Vоластон је рецензирао прву епизоду у The Guardian и упозорио: "Паметно је не везивати се превише за било кога у Последњем Краљрвству".  Carlotte Runcie је дала отварајућој епизоди четири од пет у The Daily Telegraph-u, пишући да серија има "задовољавајуће високе продукцијске вредности, крволочну жеђ за насиљем". Wollaston i Runcie су обоје приметили сличности између Последње Крањевство и Игре престола.  Kari Croop из Common Sense Media је такође дала серији 4/5 звездица, пишући: "Са високим продукцијским вредностима, снажним писањем и узбудљивим ликовима, ова серија се такмичи с неким од најбољих и најкрвавијих епова на телевизији".  Денис Перкинс из The A.V. Club-а је првој сезони дао оцену Б+, пишући: "Опсежна, запањујућа осмоделна историјска серија BBC America, Последње Краљевство, доказује да на телевизији има довољно места за више од једне викиншке инвазије". 
Сеан О'Градy у The Independent-u је приметио да је неки од језика серије "задовољавајуће земљани", али је сматрао да је заплет "мало конфузан".  Телевизијски критичар за Private Eye је био критичнији, тврдећи да Последње Краљевство показује како Игра престола "опседа BBC", и да је серија директно деривирана и од фантазијских серија и европских драма попут Убиства и Валандера, али без карактеристика које су учиниле такве серије успешним. </ref> The television reviewer for Private Eye was more critical, arguing that The Last Kingdom demonstrates how Game of Thrones "haunts the BBC", and that the series was directly derivative of both fantasy series and European dramas such as The Killing and Wallander, yet lacking the features that have made such series successful.